# Lubenice, Cres
Lubenice so naselje na Hrvaškem, ki upravno spada pod mesto Cres; le-ta pa spada pod Primorsko-goransko županijo.

## Geografija
Lubenice (378 mnm) so vas nad strmo zahodno obalo otoka Cres. Dostop je po cesti iz kraja Valun, preko zaselka Podol in nato skozi borov gozd mimo kraških vrtač, do skalnega previsa, kjer se nahaja vas.

## Zgodovina
Lubenice so, tako kot vas Beli, neprekinjeno naseljene že 4000 let. Prvotna naselbina je zrasla v bronasti dobi. Odlični obrambno-strateški lokaciji, ki jo predstavljajo  prepadne stene na zahodni strani vasi (proti obali) je pripomoglo še obzidje, ki je danes delno ohranjeno le v severnem delu. V srednjem veku je imelo obzidje samo severna in južna vrata.
Ob vstopu v Lubenice stoji gotska župnijska cerkev Sv. Antona Puščavnika (Sv. Anton Pustinjak) iz 15. stoletja, pred katero samostojno stoji zvonik, zgrajen leta 1791. Istega leta je bil zaradi pogostih udarov strele porušen stari zvonik, ki je bil s cerkvijo povezan, razelektritve pa so predvsem prizadele cerkev. Pred današnjim zvonikom je obokana loža, obnovljena leta 1802. V vasi je še cerkev Prikazovanja Bogorodice u Hramu. Zgranjena je bila v 18. stoletju, od leta 1907 pa ima tri ladje. Na oltarni sliki je prikazana vas. Poleg te so v vasi še razvaline romanske cerkve Sv. Nedelje,Sv Jakoba, Sv Stjepana,ob poljski poti proti zaselku Zbičina se nahaja cerkev Sv. Mihovila. .
Lubenice kot samotno orlovsko gnezdo predvsem ponujajo dober pogled na severni Jadran.

## Demografija
| Pregled števila prebivalcev po letih | Pregled števila prebivalcev po letih | Pregled števila prebivalcev po letih | Pregled števila prebivalcev po letih | Pregled števila prebivalcev po letih | Pregled števila prebivalcev po letih | Pregled števila prebivalcev po letih | Pregled števila prebivalcev po letih | Pregled števila prebivalcev po letih | Pregled števila prebivalcev po letih | Pregled števila prebivalcev po letih | Pregled števila prebivalcev po letih | Pregled števila prebivalcev po letih | Pregled števila prebivalcev po letih | Pregled števila prebivalcev po letih |
| ------------------------------------ | ------------------------------------ | ------------------------------------ | ------------------------------------ | ------------------------------------ | ------------------------------------ | ------------------------------------ | ------------------------------------ | ------------------------------------ | ------------------------------------ | ------------------------------------ | ------------------------------------ | ------------------------------------ | ------------------------------------ | ------------------------------------ |
| 1857                                 | 1869                                 | 1880                                 | 1890                                 | 1900                                 | 1910                                 | 1921                                 | 1931                                 | 1948                                 | 1953                                 | 1961                                 | 1971                                 | 1981                                 | 1991                                 | 2001                                 |
| 147                                  | 148                                  | 175                                  | 193                                  | 187                                  | 177                                  | 247                                  | 246                                  | 171                                  | 154                                  | 109                                  | 82                                   | 57                                   | 43                                   | 24                                   |